# Evergestis perobliqualis
Evergestis perobliqualis là một loài bướm đêm trong họ Crambidae.